# Francesco d'Eboli
Francesco d'Eboli ou Evoli, duc de Castropignano né en 1693 à Castropignano et mort le 20 janvier 1758 à Naples fut un  militaire et noble italien ainsi qu'un lieutenant général de la cavalerie napolitaine.

## Biographie
Il était le fils aîné de Dominique d'Eboli, duc de Castropignano, qui se rallia aux Bourbons lors de la guerre de succession d'Espagne et qui fut au service de Philippe V d'Espagne. Il perdit ces droits héréditaires sur ses fiefs lorsque le royaume de Naples devint possession des Habsbourg en 1707 dont il n'obtint la restitution qu'après le traité de Vienne de 1725.

### Carrière militaire
Il participa à la conquête des royaumes de Naples et de Sicile en 1733 sous les ordres de José Carrillo de Albornoz y Montiel, duc de Montemar en tant que lieutenant général de la cavalerie napolitaine lors de la guerre de succession de Pologne, il combattait au nom de l'infant Charles de Bourbon alors duc de Parme.
Il commanda les troupes espagnoles lors de la première opération du conflit, il prit le 24 décembre 1733 l'importante forteresse de Brunella à Aulla en Lunigiana. Cette victoire fut rendue célèbre par le poète Carlo Innocenzo Frugoni lequel composa pour l'occasion un sonnet.
Après s'être distingué lors la bataille de Bitonto	le 25 mai 1734, Francesco d'Eboli commanda les troupes qui prirent la forteresse de Pescara en juillet 1734 dans laquelle se retranchaient les troupes autrichiennes en retraite depuis Bari.
Grâce à la valeur qu'il montra lors de ces évènements, il sera fait grand d'Espagne en 1737. Il tenta ensuite sans succès de devenir vice-roi de Sicile et fut nommé ambassadeur à Paris en 1739.
Lorsque la guerre de Succession d'Autriche éclata en 1741, il fut rappelé pour prendre le commandement des opérations en Lombardie contre l'armée austro-sarde sous le commandement du duc de Montemar. Il fut contraint de se retirer de cette région en août 1742 après que le royaume de Grande-Bretagne, allié de l'Autriche menaça de bombardement naval la ville de Naples.
Il participa les 10 et 11 août 1744 à la bataille de Velletri contre les Autrichiens sous le commandement du roi de Naples, Charles VII de Bourbon (futur Charles III d'Espagne). Cette victoire conforta ce dernier dans la possession du royaume de Naples sur ses rivaux Habsbourg.

### Famille
Il épousa le 28 mai 1735 Zenobia Revertera, fille de Nicolas-Hippolyte, duc de Salandra avec laquelle il eut deux enfants : Mariano et Maria Giovanna.

## Décorations
- Chevalier de l'ordre de la Toison d'or.
- Chevalier de l'ordre de Saint-Janvier.

## Sources
- (it) Cet article est partiellement ou en totalité issu de l’article de Wikipédia en italien intitulé « Francesco Eboli, duca di Castropignano » (voir la liste des auteurs).